# Schule zu Mockritz

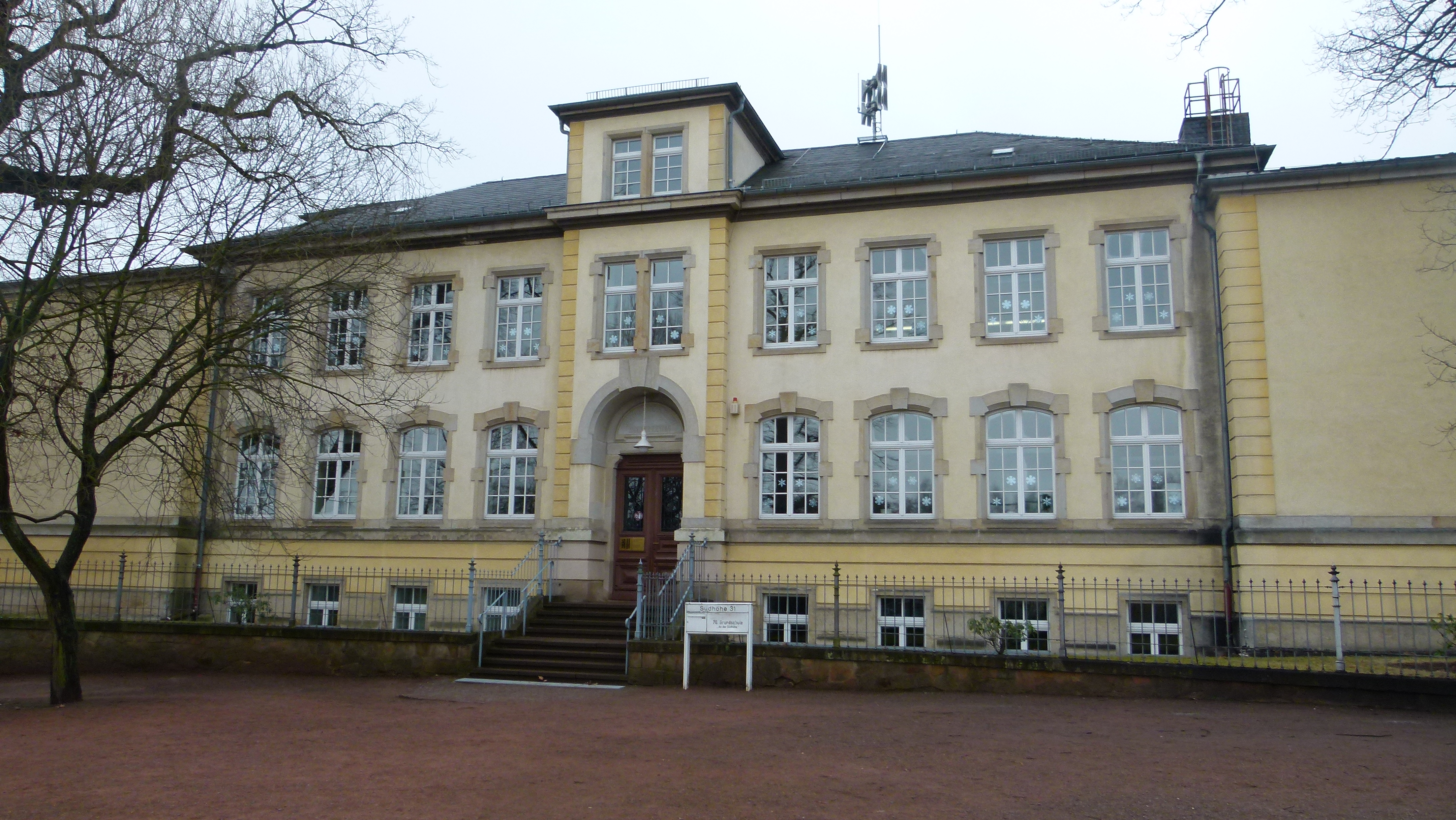
Mockritzer Schule, 2012

Die Schule zu Mockritz ist ein Schulgebäude im Süden der sächsischen Landeshauptstadt Dresden im namensgebenden Stadtteil Mockritz. Die damals noch selbständigen Gemeinden Kleinpestitz, Mockritz, Räcknitz und Zschertnitz entschlossen sich 1892 zu einem gemeinsamen Schulneubau, nachdem die bisher von den Kindern besuchten Schulen infolge gestiegener Einwohnerzahlen nicht mehr genügend Platz boten. Mit der Eingemeindung nach Dresden 1921 als 70. Volksschule bezeichnet, beherbergte das Gebäude zu DDR-Zeiten die 70. POS und in der Gegenwart die 70. Grundschule „An der Südhöhe“. Das baugeschichtlich und ortsgeschichtlich bedeutende Haus ist ein „typischer historistischer Schulbau für einen Vorort“ und steht daher als Kulturdenkmal unter Schutz.

## Lage
Das Gebäude steht auf dem südwestlichen Eckgrundstück mit der Hauptfassade zur Kreuzung der Straßen Südhöhe (Ost-West) und Münzmeisterstraße (Nord-Süd) und hat die Adresse Südhöhe 31. Auf dem nördlich gegenüberliegenden Grundstück Südhöhe 36 befindet sich ein für die Grundschule in den Jahren 2013 bis 2015 errichteter Ergänzungsneubau mit Klassenzimmern und Turnhalle.
Die vollständig im Stadtbezirk Plauen verlaufende Straße Südhöhe bildet die Grenze zwischen den Stadtteilen (Gemarkungen) Zschertnitz im Norden sowie Kleinpestitz im Südwesten und Mockritz im Südosten, wobei direkt westlich des Grundstücks Südhöhe 31 die Stadtteilgrenze verläuft. Das Hauptgebäude liegt im statistischen Stadtteil Kleinpestitz/Mockritz (Nr. 84) und der Neubau im statistischen Stadtteil Räcknitz/Zschertnitz (Nr. 83).

## Geschichte
Die Kinder der Orte Kleinpestitz, Mockritz und Räcknitz besuchten die Schule in Kaitz, deren 1844 erbautes Schulgebäude mehrfach erweitert werden musste. Die Kinder aus Zschertnitz gingen nach Strehlen. Im 19. Jahrhundert wuchs die Bevölkerung Dresdens und der Umlandgemeinden, sodass die Kaitzer Schule Anfang der 1890er Jahre nicht mehr ausreichend groß war. Auf Initiative des Gemeindevorstands von Räcknitz bildeten die vier Gemeinden einen Ausschuss, um einen Schulneubau zu betreiben. Von den drei infrage kommenden Standorten wurde die heutige Südhöhe 31 favorisiert. Obgleich nicht das kostengünstigste Grundstück und außerhalb der Dorfkerne, lag es von allen vier Orten etwa gleich weit entfernt. Der Räcknitzer Baumeister Ernst Sommerschuh lieferte für 400 Mark den Plan und die Landständischen Bank des Königlich Sächsischen Markgrafthums Oberlausitz in Bautzen vergab am 12. Juli 1892 ein über 46 Jahre zu tilgendes Darlehen von 60.000 Mark. Auf die Ausschreibung im Juli boten 13 Bauunternehmen, von denen die Firma Stelzer und Reif aus Niederhäslich den Zuschlag erhielt, im August des Jahres den Bau begann und im September Richtfest feiern konnte. Die Fertigstellung erfolgte im Frühjahr 1893, rechtzeitig vor Beginn des neuen Schuljahres. Aus Kaitz gab es aufgrund der nun geringeren Schulgeldeinnahmen Befindlichkeiten, die mit einer Abfindungssumme von 2.500 Mark an Kaitz und 500 Mark an Strehlen abgegolten wurden.
Die Einweihung erfolgte am Donnerstag nach Ostern, den 6. April 1893. Das unterkellerte, zweigeschossige Schulgebäude hatte zu der Zeit drei Klassenzimmer und Wohnungen für einen Lehrer, einen Hilfslehrer und den Hausmeister. Unter den Einweihungsgeschenken waren ein Harmonium, ein Dürrschmidt’scher Lehrapparat und eine Schulglocke.
Bereits in der ersten Hälfte des darauffolgenden Jahrzehnts war auch dieses Schulgebäude zu klein; bis 1905 war die Schülerzahl auf 229 Kinder angewachsen. Etwas Abhilfe brachte 1908 der Umbau der Lehrerwohnung in ein viertes Klassenzimmer, zudem wurde im Keller eine Kochlehrküche eingerichtet. Der Zuwachs der Schülerzahl ging weiter, im Jahr 1914 waren es bereits 339 Kinder in den vier Klassenzimmern. Der Erste Weltkrieg ließ eine Erweiterung nicht zu.
Nachdem Räcknitz und Zschertnitz seit 1902 zu Dresden gehören, erfolgte zum 1. April 1921 die Eingemeindung von Kleinpestitz und Mockritz. Die Schule erhielt den Namen 70. Volksschule. Zwei angebaute Seitenflügel konnten Ostern 1923 eingeweiht werden und geben der Schule im Wesentlichen ihr heutiges Aussehen. Damit entstanden weitere vier Klassenzimmer, drei Nebenzimmer sowie Räume in den Kellern.
Im Zweiten Weltkrieg ist Ende Januar 1944 das Schulgebäude der Wehrmacht übertragen worden, die Schule hatte bis Anfang März Zeit, ihr Inventar zu sichern. Die dort untergebrachte Flakgruppe Dresden änderte die innere Raumaufteilung für ihre Bedürfnisse und baute einen Beobachtungsturm mit einem Scheinwerfer auf das Dach des westlichen Anbaus.
Nach dem Krieg diente das Gebäude wieder als Schulhaus; seit der Reform des Schulsystems in der DDR als Polytechnische Oberschule (POS), in den neunziger Jahren als nach Johann Andreas Schubert benannte Grundschule.
In den Jahren 2013 bis 2015 erhielt die Schule auf dem gegenüberliegenden Grundstück einen großzügigen Ergänzungsbau mit Schulräumen und Turnhalle, den eine Außensportanlage umgibt. In den Jahren 2017/2018 erfolgte die denkmalgerechte Sanierung des Altbaus, um den Anforderungen des Brandschutzes zu genügen. Dabei erhielt die Gebäuderückseite Außentreppen als zweiten Fluchtweg, zudem wurde das Treppenhaus im Mittelrisalit durch seitliche Anbauten vergrößert und die Raumaufteilung verändert. Die Wiedereinweihung im Oktober 2018 erfolgte im Rahmen eines Festes zum 125-jährigen Bestehen der Schule.